# 高級中等以下學校及幼兒園教師資格檢定考試
高級中等以下學校及幼兒園教師資格檢定考試，簡稱為教師資格檢定考，是教育部在師資培育制度上的一大變革，逐步停止實習教師在中、小學及幼兒園教師實習一年並領有津貼的制度（舊制），改為實習學生在上述學校實習半年並支付四學分實習學分費的制度（新制）。

## 緣起
由於政府浮濫開放「教育學程」，造成舊制實習津貼超出預算，故設計出新制實習。此制度在教育實習上有三大改變：第一為身份的改變，在舊制中，實習者被稱為實習教師；在新制中被改為實習學生。第二即停止實習津貼發放，舊制實習教師每月由教育部發下新臺幣八千元津貼，新制實習學生則無權得到津貼，並須支付四學分實習學分費。第三為實習時間的縮減，舊制實習教師須得實習一年，始得教師證書，新制實習學生改為實習半年，但必須經過教師資格檢定考，通過者始可獲教師證書。

## 用意
此考試有意建立教師證照考試制度，自此，若要在臺灣擔任中、小學及幼兒園教師，必須在修畢各類科教師師資職前教育之後，通過這項考試，以取得教師證書，以示完整師資培育課程業已修畢。

## 舉辦
本考試一年一考，通常以當年度的四月一日或三月三十一日進行，但在2010年，提前至3月7日，故日期需注意教育部公告。應考人通過教師資格檢定考取得教師證後，應考人即成為合格教師，即可參加臺灣各縣市或各校獨招的教師甄試。

## 辦理單位
- 教育部國民及學前教育署：督導及綜理相關業務。
- 教育部、國立臺灣師範大學教師證書核發工作小組：核發教師證書。
- 國家教育研究院：一、各項試題研發工作。二、受理試題疑義申訴。
- 國立臺北教育大學：一、公告簡章。二、受理報名。三、受理更正及補換發准考證。四、受理應考人申請應考服務事項。五、寄（補）發成績通知單。六、受理成績複查。

## 應考科別
- 幼兒園
- 特殊教育學校（班）
- 國民小學
- 中等學校

## 應考科目
各類科應試科目共四科，包括共同科目二科、專業科目二科(國民小學自民國103年起為三科)。
（一）共同科目：
- 國語文能力測驗
- 教育原理與制度（各類科尚有少數試題差異）

（二）專業科目：
- 幼兒園：幼兒發展與輔導、幼兒園課程與教學。
- 特殊教育學校(班)：特殊教育學生評量與輔導、特殊教育課程與教學。
- 國民小學：兒童發展與輔導、國民小學課程與教學、國民小學數學能力測驗(自民國103年起加考)。
- 中等學校：青少年發展與輔導、中等學校課程與教學。

## 外部連結
- 教育部高級中等以下學校及幼兒園教師資格考試 （页面存档备份，存于）